# لوری لافلین
لوری لافلین (انگلیسی: Lori Loughlin؛ زادهٔ ۲۸ ژوئیهٔ ۱۹۶۴) یک هنرپیشه اهل ایالات متحده آمریکا است. وی از سال ۱۹۷۱ میلادی تاکنون مشغول فعالیت بوده‌است.
از فیلم‌ها یا برنامه‌های تلویزیونی که وی در آن نقش داشته است می‌توان به بورلی هیلز ۹۰۲۱۰، آمیتی‌ویل سه‌بعدی، ستایشگر پنهانی و سگ‌های پیر اشاره کرد.